# Quedenfeldtia
Genre
Quedenfeldtia est un genre de geckos de la famille des Sphaerodactylidae.

## Répartition
Les espèces de ce genre se rencontrent au Maroc et au Sahara occidental.

## Liste des espèces
Selon The Reptile Database (13 juin 2012) :
- Quedenfeldtia moerens (Chabanaud, 1916)
- Quedenfeldtia trachyblepharus (Boettger, 1874)

## Description
Ce sont des geckos diurnes et arboricoles.

## Étymologie
Cette espèce est nommée en l'honneur de Max Quedenfeldt (1851-1891).

## Publication originale
- Boettger, 1883 : Die Reptilien und Amphibien von Marocco. II. Abhandlungen der Senckenbergischen Naturforschenden Gesellschaft, vol. 13, p. 93-146 (texte intégral).